# Landschaftsschutzgebiet Talbereich nordöstlich Lüdenhausen
Das Landschaftsschutzgebiet Talbereich nordöstlich Lüdenhausen mit etwa 3 ha Flächengröße liegt im Gemeindegebiet von Kalletal. Es wurde 1995 mit dem Landschaftsplan Nr. 4 Kalletal durch den Kreistag des Kreises Lippe erstmals als Landschaftsschutzgebiet (LSG) ausgewiesen. 2004 erfolgte die erneute Ausweisung durch den Kreistag mit dem geänderten Landschaftsplan.

## Beschreibung
Das LSG umfasst einen Laubwald, einen Quellbereich, zwei Teiche und extensives Grünland. Das LSG liegt nordöstlich von Lüdenhausen. Im Osten und Süden wird das LSG teilweise von der L 957 (Almenaer Straße) begrenzt. Im Laubmischwald liegt ein Quellbereich. Der Quelllauf unterquert die L 957 und verläuft verrohrt in einer Mulde auf einer extensiven Pferdeweide bis zu einem größeren Teich, der teilweise von Gehölzen gesäumt ist. Ein zweiter kleinerer Teich daneben ist verlandet und überwiegend mit Weiden zugewachsen. Danach ist der Gewässerlauf erneut verrohrt. Der Gewässerlauf an der nördlichen LSG-Grenze ist durch Gehölze noch gut erkennbar.

## Schutzzwecke für das LSG
Laut Landschaftsplan erfolgte die Ausweisung des LSG
- „zur Erhaltung und Wiederherstellung der Leistungsfähigkeit des Naturhaushaltes in ökologisch besonders wertvoll strukturierten Bereichen mit Wasser-, Klima- und Biotopschutzfunktionen,“
- „zur Erhaltung und Wiederherstellung von Quellbereichen und naturnahen Fließgewässern, Grünland und naturnahen Waldbereichen unterschiedlicher Feuchtestufen, Feldgehölzen, Hecken und Obstwiesen,“
- „zur Erhaltung morphologisch ausgeprägter Bereiche zur Sicherung der landschaftlichen Eigenart und Vielfalt für die Erholung,“
- „zur Erhaltung wertvoller Biotopkomplexe aus Wald-Gründlandbereichen, Fließgewässern und Quellen mit wichtigen Trittstein- und Vernetzungsfunktionen,“
- „zur Erhaltung und Wiederherstellung wichtiger Rückzugsräume für die bedrohte Tier- und Pflanzenwelt,“
- „zur Sicherung der das Orts- und Landschaftsbild gliedernden und belebenden und die dörflichen Siedlungsstrukturen prägenden Freiraumelemente.“[1]

## Rechtliche Vorschriften
Im Landschaftsschutzgebiet sind unter anderem das Errichten von Bauten und das Anlegen von Fischteichen verboten.